# Rough Riders

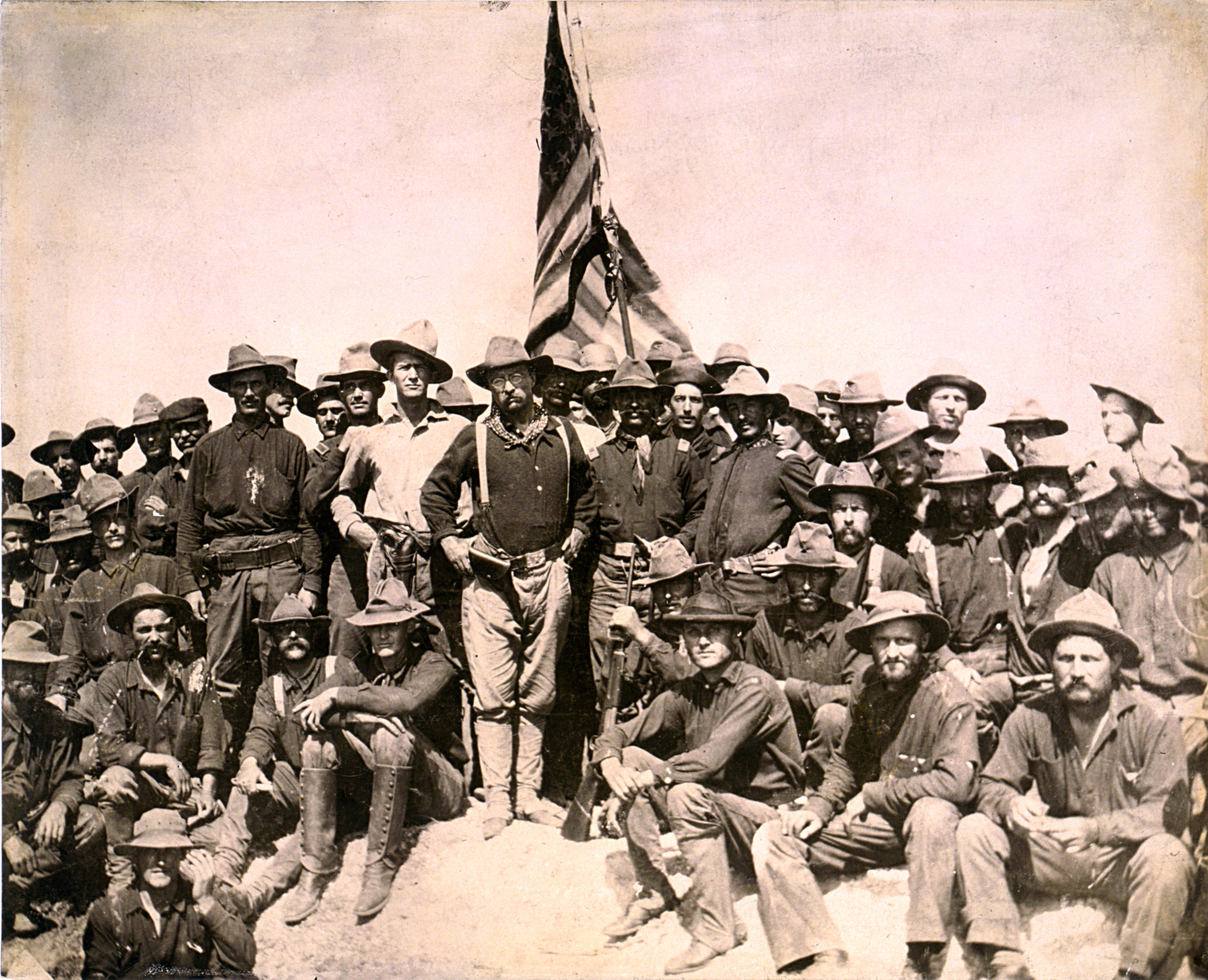
Le colonel Theodore Roosevelt et ses Rough Riders en juillet 1898 au sommet de la colline qu'ils viennent de prendre, bataille de San Juan.

Les Rough Riders fut le nom donné au 1er régiment volontaire de Cavalerie des États-Unis (1st United States Volunteer Cavalry), l'un des trois régiments de ce type levés en 1898 pour la guerre hispano-américaine et le seul des trois qui vit le feu.
L'armée de terre américaine  était alors faible, laissée avec peu d'hommes après la fin de la guerre de Sécession environ 30 ans auparavant. En conséquence le président William McKinley fit appel à 1 250 volontaires pour contribuer à l'effort de guerre et 1 060 iront à Cuba. Ce régiment fut aussi nommé les Wood's Weary Walkers d'après leur premier commandant, le colonel Leonard Wood car en dépit qu'il soit une unité de cavalerie, ils terminèrent les combats à pied, comme de l'infanterie. Quand le colonel Wood devint commandant de la 1re brigade de cavalerie (regroupant les 1er de cavalerie, 106e de cavalerie et 1er de cavalerie volontaire), les Rough Riders devinrent alors les Roosevelt's Rough Riders, du nom de leur nouveau commandant, Theodore Roosevelt, le futur président des États-Unis. Le nom devint familier en 1898, grâce à Buffalo Bill qui appela son célèbre spectacle de western le Buffalo Bill's Wild West and Congress of Rough Riders of the World. Le dernier vétéran de l'unité est décédé en 1975.
Theodore Roosevelt écrira dès l'année suivante, en 1899, le livre Rough Riders racontant l'aventure de ce régiment et qui sera un succès. 

## Galerie

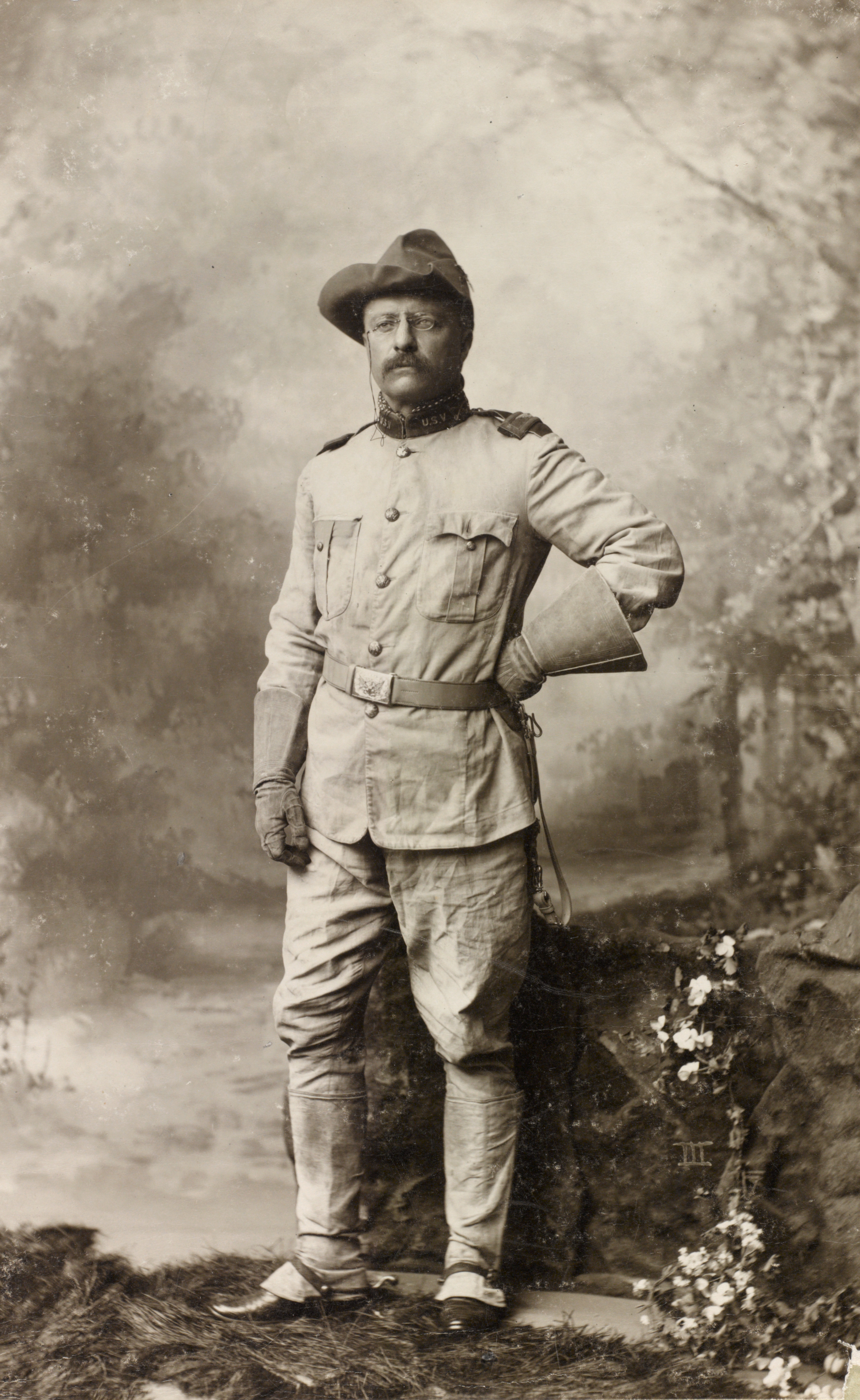
Le colonel Roosevelt en tenue de Rough Rider en octobre 1898.
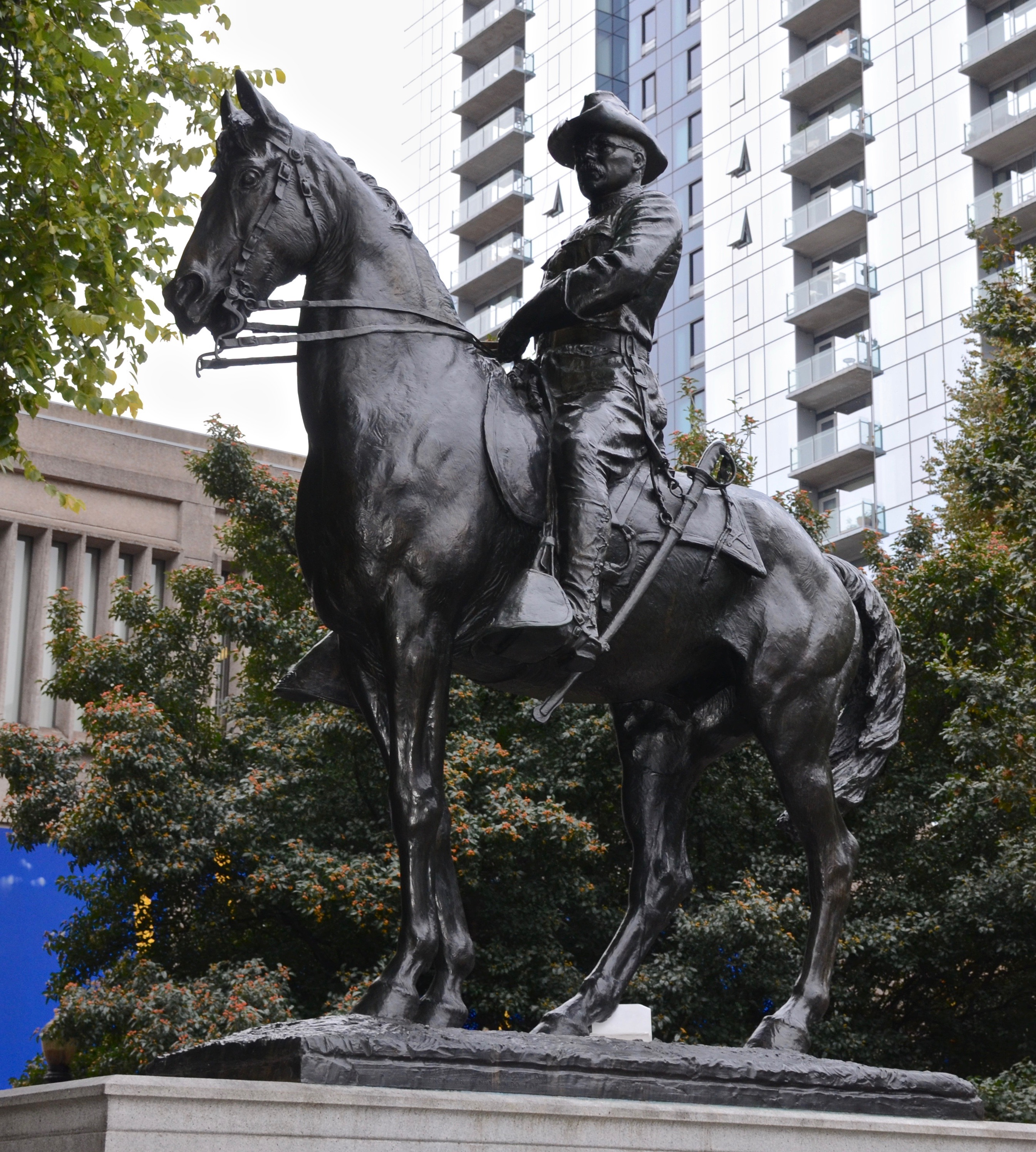
Theodore Roosevelt, Rough Rider, statue commémorative situé à Portland.